# Stargate Universe
Stargate Universe (abreviada como SGU) é um seriado norte-americano/canadense de ficção científica baseado no universo ficcional de Stargate, do Estúdio MGM. A série, criada por Brad Wright e Robert C. Cooper, estreou com um episódio inicial em três partes em 2 de outubro de 2009. Em 16 de dezembro de 2010 a emissora Syfy anunciou que não será produzida uma nova temporada da série.
No Brasil é exibida pelo Syfy Brasil e em Portugal a série é transmitida com exclusividade pelo canal de TV por subscrição MOV.[carece de fontes?]
Stargate Universe segue as aventuras de uma equipe multinacional de exploração espacial que se encontra impossibilitada de retornar para a Terra após a evacuação de emergência para a nave espacial Destiny, criada pelos Antigos e que se encontra viajando do outro lado do universo.

## Elenco
- Robert Carlyle, como Dr. Nicholas Rush - o brilhante cientista maquiavélico, especialista na tecnologia dos Antigos. Ele considera a descoberta da Destiny como a maior descoberta da humanidade desde o Stargate.
- Louis Ferreira, como Coronel Everett Young - a pessoa em comando daqueles que se encontram perdidos dentro da nave Destiny. Devido a diferenças de prioridades e personalidades, Young é o nêmesis de Rush.
- Brian J. Smith, como Tenente Matthew Scott - um dos pilotos e membros mais capacitados da equipe.
- Elyse Levesque, como Chloe Armstrong - a brilhante e bela filha de um senador americano.
- David Blue, como Eli Wallace - um jovem gênio em matemática, computação e outros campos.
- Alaina Huffman, como Tenente Tamara Johansen - a médica a bordo da nave Destiny.
- Jamil Walker Smith, como Sargento Ronald Greer - definido como um "marine" grande, forte e silencioso com pouca paciência para assuntos fora de combate.

## Produção
Os produtores de Stargateman, Brad Wright e Robert C. Cooper, imaginaram Stargate Universe como "uma completamente separada, terceira entidade" na franchise Stargate[carece de fontes?] - ao contrário de Stargate Atlantis que foi elaborada como a partir da primeira série Stargate SG-1. Eles desejavam produzir uma série com estilo e tom diferente das demais, com um roteiro mais maduro e inovador, de modo a não ficar repetitivo.[carece de fontes?] Originalmente, Wright e Cooper planejavam escrever o piloto para o verão de 2007, permitindo que a série estreasse em 2008, mas, uma vez que suas ambições com as séries anteriores de Stargate eram restritas devido a um baixo orçamento e arriscavam parecer tolas, eles lançaram o show como "uma série cara" para o canal Sci Fi Channel (agora SyFy) no último trimestre de 2007. Apesar de bem recebida,[carece de fontes?] a série foi deixada de lado devido ao trabalho em andamento em Stargate Atlantis e Stargate Continuum e a Greve dos roteiristas dos Estados Unidos de 2007-08.[carece de fontes?] No dia 22 de agosto de 2008, o canal SyFy deu à série o sinal verde para estrear em 2009, logo após o anúncio do cancelamento de Stargate Atlantis. Joseph Mallozzi explicou que a nova série teria salários e custos de licenças menores que os das últimas cinco temporadas de Atlantis.[carece de fontes?] A MGM tem participação financeira no projeto. De acordo com Robert Carlyle, um dos atores, cada episódio da série possui um orçamento de 2 milhões de dólares.